# Гречо
Грѐчо (на италиански: Greccio) е село и община в Централна Италия, провинция Риети, регион Лацио. Разположено е на 388 m надморска височина. Населението на общината е 1558 души (към 2010 г.).